# Clockwork Planet
Clockwork Planet (クロックワーク・プラネット Kurokkuwāku Puranetto?) es una serie de novelas ligeras, escritas por Yū Kamiya y Tsubaki Himana, e ilustradas por Shino. La serie se encuentra en publicación desde el 2 de abril de 2013 por Kōdansha. Una adaptación a manga creada por Kuro fue publicada en la revista Gekkan Shōnen Sirius de Kōdansha entre 2013 y 2018, siendo compilada en un total de 10 volúmenes. Una adaptación a anime realizada por el estudio XEBEC se emitió desde el 7 de abril hasta el 22 de junio de 2017.

## Argumento
En un futuro desconocido, la Tierra muere. Un inteligente ingeniero conocido como "Y", logra revivir la Tierra utilizando engranajes y diversos mecanismos. Así, el mundo es rebautizado como "Clockwork Planet", con nuevas ciudades siendo construidas dentro de los engranajes del mismo planeta. Un millar de años más tarde, Naoto Miura, un estudiante y amante de las máquinas que vive en el gear de Kioto, encuentra con una caja que contiene el cuerpo roto de una autómata. Utilizando su sentido superior de la audición, Naoto arregla a la autómata, la cual se llama RyuZU y revela que ha estado rota por más de 200 años. RyuZU le promete lealtad a Naoto y los dos entablan amistad. Más tarde, ambos se encuentran con dos personas tratando de encontrar RyuZU: la Dra. Marie Bell Breguet, la persona más joven en convertirse en un "meister", un grupo de maestros ingenieros; y su guardaespaldas, Vainney Halter. Un mes después de su encuentro, los cuatro aparecen en Akihabara, Tokio, convirtiéndose ahora en los terroristas más infames del mundo..

## Personajes
Naoto Miura (見浦ナオト Miura Naoto?)
 Seiyū: Yoshino Nanjō
Naoto es un chico de secundaria bastante animado y entusiasta por las máquinas. Él posee una habilidad auditiva mejor que la de la mayoría de las personas, lo cual le permite escuchar la sinfonía de una máquina en operación a tal punto de saber los elementos de una máquina y también la condición en que estas están, por esta razón, él carga audífonos aprueba de sonido. La autómata RyuZU lo reconoce como su maestro y el mejor relojero en todo el mundo por lograr reactivarla ya que ningún ingeniero pudo hacerlo en 206 años. Él no está interesado en las chicas humanas, sintiendo una gran atracción por RyuZU.
RyuZU (リューズ Ryūzu?)
 Seiyū: Ai Kakuma
Una autómata de alta tecnología creada por el relojero Y. Ella es la unidad 1 de la "serie inicial" de Y, habiendo sido creada hace 1000, pero se rompió 206 años atrás y había estado en un estado disfuncional desde entonces. Después de que su falla interna la cual nadie podía arreglar fuera arreglada por Naoto, ella lo trata como su "maestro". Ella tiende a ser brutalmente honesta y amable con su "maestro". Ella posee una avanzada habilidad para el combate y lucha con 2 cuchillas que surgen de su vestido de maid y posee una boca increíblemente afilada. Su comando supremo es "Sigue Órdenes (Your Slave)" (付き従うもの (ユアスレイブ), Tsukishitagau Mono (Yua Sureibu)).
Marie Bell Breguet (マリー・ベル・ブレゲ Marī Beru Burege?)
 Seiyū: Saori Ōnishi
Una chica miembro de Meister Guild, cuya inteligencia es tan avanzada que es reconocida como una Genio, pudiendo efectuar reparaciones, reubicación y puesta en marcha de equipos en tan solo unos segundos, lo cual se ve potenciado por las habilidades de Naoto. Pese a ser una chica, actúa como una mujer, tomando las decisiones de adultos y enfrentándolos en caso de haber una incongruencia o estar al borde de hacer disparates, olvidando a veces lo que es en realidad. Siente un gran aprecio por Halter, quien lleva bastante tiempo junto a ella montando guardia y evitando que sufra daños.
Vainney Halter (ヴァイネイ・ハルター Vai'nei Harutā?)
 Seiyū: Kenichirou Matsuda
Un androide y guardaespaldas personal de Marie. Posee una fuerza tremenda y gran habilidad con las armas de fuego, lo cual le permite lidiar con sus objetivos fácilmente. Siempre considera como prioridad el bienestar de Marie aun a costa de la pérdida de sus aliados, lo cual le ha hecho ganar su confianza y verle como algo más que un simple guardián. 
AnchoR (アンクル Ankuru?)
 Seiyū: Sayaka Senbongi
Autómata creada por Y, siendo la 4.ª de la serie inicial. Posee la apariencia de una niña pequeña, así como la inocencia de una, como es demostrado desde que comenzó a funcionar con normalidad. A diferencia de RyuZU, AnchoR funciona con un sistema de permisos, por lo que se le deben ser concedidos para que ejecute una determinada tarea, demostrar sentimientos o incluso dar muestras de afecto. Así mismo, se diferencia de RyuZU por ser honesta con sus sentimientos. Sus armas son una enorme espada y un cubo que cuelga cual pendiente de su cuello, el cual es capaz de destrozar todo lo que roce al ser usado en su forma alterna. Además, ha mostrado ser capaz de auto-anular el magnetismo sin necesidad de métodos externos o intervención de terceros.
Y (Y?)
Hace cientos de años, un misterioso relojero genio, el cual al saber sobre la destrucción inminente del planeta Tierra, prometió construir un nuevo mundo a base de engranajes el cual el mismo diseño.

## Contenido de la obra

### Novela ligera
El primer volumen de la novela fue publicado en abril de 2013 por Kōdansha. Hasta la fecha se han publicado 4 volúmenes de la serie aún en publicación.

#### Lista de volúmenes
| Núm. | Fecha de publicación    | ISBN                   |
| ---- | ----------------------- | ---------------------- |
| 1    | 2 de abril de 2013      | ISBN 978-4-06-375293-9 |
| 2    | 29 de noviembre de 2013 | ISBN 978-4-06-375348-6 |
| 3    | 31 de octubre de 2014   | ISBN 978-4-06-381415-6 |
| 4    | 29 de diciembre de 2015 | ISBN 978-4-06-381508-5 |

### Manga
El 26 de septiembre de 2013 comenzó la publicación de una adaptación a manga ilustrada por Kuro, siendo serializada en las páginas de la revista Gekkan Shōnen Sirius. La publicación finalizó el 25 de agosto de 2018 con un total de 10 volúmenes tankōbon compilatorios.

#### Volúmenes
| Núm. | Fecha de publciación    | ISBN                   |
| ---- | ----------------------- | ---------------------- |
| 1    | 7 de febrero de 2014    | ISBN 978-4-06-376445-1 |
| 2    | 31 de octubre de 2014   | ISBN 978-4-06-376487-1 |
| 3    | 9 de marzo de 2015      | ISBN 978-4-06-376529-8 |
| 4    | 9 de septiembre de 2015 | ISBN 978-4-06-376571-7 |
| 5    | 9 de marzo de 2016      | ISBN 978-4-06-390611-0 |
| 6    | 6 de enero de 2017      | ISBN 978-4-06-390674-5 |
| 7    | 7 de abril de 2017      | ISBN 978-4-06-390694-3 |
| 8    | 8 de septiembre de 2017 | ISBN 978-4-06-390694-3 |
| 9    | 9 de marzo de 2018      | ISBN 978-4-06-511021-8 |
| 10   | 9 de octubre de 2018    | ISBN 978-4-06-390694-3 |

### Anime
Una adaptación a anime fue anunciada el 25 de diciembre de 2015. La serie es dirigida por Tsuyoshi Nagasawa y escrita por Kenji Sugihara, con la animación del estudio XEBEC, el diseño de los personajes es hecho por Shuichi Shimamura y los diseños mecánicos por Kenji Teraoka. La música es compuesta por Shū Kanematsu, Hanae Nakamura, Kaori Nakano y Satoshi Hōno. El opening es "Clockwork Planet" interpretado por fripSide, y el ending es "Anti Clockwise" (アンチクロックワイズ Anchikurokkuwaizu) interpretado por After The Rain. La serie se emitió desde el 7 de abril hasta el 22 de junio de 2017 y cuenta con un total de 12 episodios.

#### Lista de episodios
| #  | Título | Estreno             |
| -- | --- | ------------------- |
| 1  | «Los engranajes del destino (Gear of Destiny)» «Unmei no Haguruma (Gia Obu Desutenī)» (運命の歯車 (ギア・オブ・デスティニー))                         | 6 de abril de 2017  |
| 2  | «Colapso de los grandes pilares (Purge)» «Dai Shichū Hōraku (Pāji)» (大支柱崩落 (パージ))                                                             | 13 de abril de 2017 |
| 3  | «Más allá de lo directo (Conflict)» «Masshōmen Toppa (Konfurikuto)» (真正面突破 (コンフリクト))                                                       | 20 de abril de 2017 |
| 4  | «Agencia imaginaria de ejercicios (Imaginary Gear)» «Kyosū Undō Kikan (Imajinarī Gia)» (虚数運動機関 (イマジナリー・ギア))                            | 27 de abril de 2017 |
| 5  | «Para destruir (Trishula)» «Gekimetsu Suru Mono (Torisshura)» (撃滅するもの (トリーシュラ))                                                           | 4 de mayo de 2017   |
| 6  | «Profundo bajo tierra (Deep Underground)» «Daishindochika-sō (Dīpu Andāguraundo)» (大深度地下層 (ディープ・アンダーグラウンド))                       | 11 de mayo de 2017  |
| 7  | «Invasión a la capital (Attack to Multiple Grid)» «Shuto Shūgeki (Atakku tu Maruchipuru Guriddo)» (首都襲撃 (アタック・トゥ・マルチプルグリッド))     | 18 de mayo de 2017  |
| 8  | «Arma móvil de tipo electromagnético Yatsukahagi (Yatsukahagi)» «Denji-shiki Kidō Heiki Yatsukahagi (Yatsukahagi)» (電磁式機動兵器八束脛(ヤツカハギ)) | 25 de mayo de 2017  |
| 9  | «Un crimen inesperado (Criminal Act)» «Kūzenzetsugo no Hanzai (Kuriminaru Akuto)» (空前絶後の犯罪(クリミナル・アクト))                                | 1 de junio de 2017  |
| 10 | «Aquellos que conectan los muñecos autómatas (Progressor)» «Jidō Ningyō o Tsunagu Mono no (Puroguramuressā)» (自動人形を繋ぐもの(プログレッサー))     | 8 de junio de 2017  |
| 11 | «La teoría del genio (Theory of Y)» «Tensai no Riron (Seorī obu Y)» (天才の理論(セオリー・オブ・Y))                                                   | 15 de junio de 2017 |
| 12 | «El final (Steel Weight)» «Shūen Kidō (Sutīru Weito)» (終焉機動 (スティール・ウェイト))                                                               | 22 de junio de 2017 |